# Soner
Soner ist ein türkischer männlicher Vorname.

## Namensträger

### Vorname
- Soner Arıca (* 1966), türkischer Popmusiker
- Soner Aydoğdu (* 1991), türkischer Fußballspieler
- Soner Çağaptay (* 1970), türkischer Hochschullehrer
- Soner Demirtaş (* 1991), türkischer Ringer
- Soner Duman (* 1983), deutscher Rapper (Caput)
- Soner Karagöz (* 1972), türkischer Boxer
- Soner Örnek (* 1989), türkischer Fußballspieler
- Soner Şahin (* 1981), türkischer Fußballspieler
- Soner Sarıkabadayı (* 1978), türkischer Popmusiker, Musikproduzent und Songwriter
- Soner Tolungüç (* 1964), türkischer Fußballspieler und -trainer
- Soner Ulutaş (* 1980), deutscher Schauspieler
- Soner Uysal (* 1977), deutscher Fußballspieler
- Soner Yalçın (* 1966), türkischer Journalist und Sachbuchautor

### Familienname
- Ergin Soner (* 1965), türkischer Diplomat
- Ernst Soner (1572–1612), deutscher Mediziner und Naturheilkundler
- Halil Mete Soner, türkischer Mathematiker